# Maxime Bouet

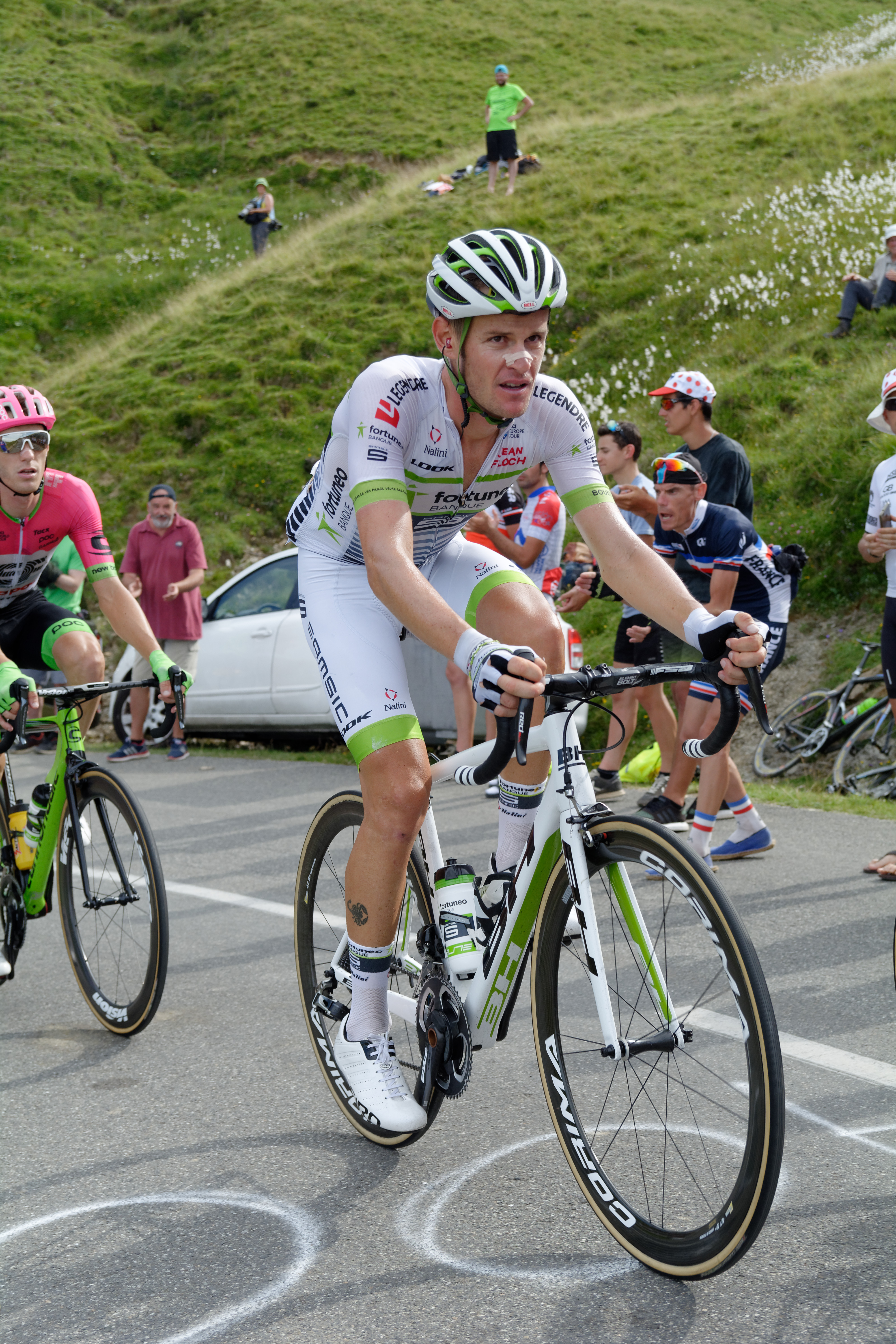
Bouet op de flanken van de Col d'Aubisque in 2018

Maxime Bouet (Belley, 3 november 1986) is een Frans voormalig wielrenner die in 2023 zijn carrière afsloot bij Team Arkéa Samsic. Na zijn afscheid werd hij ploegleider bij dezelfde ploeg. In in totaal nam hij negen keer deel aan de Ronde van Frankrijk, waarvan hij achtmaal de finish haalde.

## Baanwielrennen

### Palmares
| Jaar     | FK            | EK       | WK       | Overig   |
| Junioren | Junioren      | Junioren | Junioren | Junioren |
| -------- | ------------- | -------- | -------- | -------- |
| 2003     | Achtervolging |          |          |          |
| 2004     | Achtervolging |          |          |          |
| Elite    |               |          |          |          |
| 2007     | Achtervolging |          |          |          |

## Wegwielrennen

### Overwinningen
2004
1e etappe Ronde van Valromey
2008
Proloog Ronde van Normandië
2009
1e etappe Driedaagse van Vaucluse
1e etappe Ronde van Alentejo
Eindklassement Ronde van Alentejo
Boucles de l'Aulne
2010
3e etappe Ronde van de Ain
2013
1e etappe deel A Ronde van Trentino
2018
1e etappe Ronde van Savoie

### Resultaten in voornaamste wedstrijden
| Jaar | Ronde van Italië | Ronde van Frankrijk | Ronde van Spanje |
| ---- | ---------------- | ------------------- | ---------------- |
| 2007 |                  |                     |                  |
| 2008 |                  |                     |                  |
| 2009 |                  | 68e                 |                  |
| 2010 |                  | 105e                |                  |
| 2011 |                  | 54e                 |                  |
| 2012 |                  | 55e                 | 20e              |
| 2013 |                  | opgave              |                  |
| 2014 | 38e              |                     | opgave           |
| 2015 | 47e              |                     | 28e              |
| 2016 |                  |                     | 47e              |
| 2017 |                  | 55e                 |                  |
| 2018 |                  | 42e                 |                  |
| 2019 |                  | 74e                 |                  |
| 2020 |                  |                     |                  |
| 2021 |                  |                     |                  |
| 2022 |                  | 50e                 |                  |
| 2023 | 80e              |                     |                  |

| Jaar | Milaan-San Remo | Amstel Gold Race | Luik-Bast.‑Luik | Ronde van Lombardije | Waalse Pijl |  | WK op de weg |  | Wereldranglijsten |
| ---- | --------------- | ---------------- | --------------- | -------------------- | ----------- |  | ------------ |  | ----------------- |
| 2007 |                 |                  |                 |                      |             |  |              |  |                   |
| 2008 |                 |                  | opgave          |                      |             |  | 84e          |  |                   |
| 2009 |                 |                  | opgave          |                      | 139e        |  |              |  |                   |
| 2010 | 152e            | 88e              | opgave          |                      | 78e         |  |              |  | 166e (UWK)        |
| 2011 |                 | 124e             |                 | opgave               |             |  |              |  |                   |
| 2012 | 117e            |                  | opgave          |                      | 91e         |  | opgave       |  | 207e (UWT)        |
| 2013 | 29e             |                  |                 | 41e                  |             |  |              |  |                   |
| 2014 |                 |                  |                 |                      |             |  |              |  | 222e (UWT)        |
| 2015 |                 |                  | opgave          | 26e                  | 106e        |  |              |  | 195e (UWT)        |
| 2016 |                 |                  | 105e            |                      |             |  |              |  | 168e (UWT)        |
| 2017 |                 |                  |                 |                      | 86e         |  |              |  |                   |
| 2018 |                 |                  |                 |                      |             |  |              |  |                   |
| 2019 |                 |                  |                 |                      |             |  |              |  |                   |
| 2020 |                 |                  |                 |                      |             |  |              |  |                   |
| 2021 |                 |                  |                 | 58e                  |             |  |              |  |                   |
| 2022 | 64e             |                  |                 |                      |             |  |              |  |                   |
| 2023 |                 |                  |                 |                      |             |  |              |  |                   |

## Ploegen
- 2007 –  Agritubel (stagiair vanaf 1 augustus)
- 2008 –  Agritubel
- 2009 –  Agritubel
- 2010 –  AG2R La Mondiale
- 2011 –  AG2R La Mondiale
- 2012 –  AG2R La Mondiale
- 2013 –  AG2R La Mondiale
- 2014 –  AG2R La Mondiale
- 2015 –  Etixx-Quick Step
- 2016 –  Etixx-Quick Step
- 2017 –  Fortuneo-Oscaro[a]
- 2018 –  Fortuneo-Samsic
- 2019 –  Team Arkéa Samsic
- 2020 –  Team Arkéa Samsic
- 2021 –  Team Arkéa Samsic
- 2022 –  Team Arkéa Samsic
- 2023 –  Team Arkéa Samsic

Balčiūnas · 
Baranauskas ·
Bergès · 
Bichot · 
Calvente ·
Coutouly · 
Dekkers ·
Dueñas ·
Feillu ·
Gaztañaga ·
Gonzalo · 
Hervé ·
Jalabert ·
Martínez · 
Mercado ·
Plouhinec ·
Ravaleu ·
Ravard ·
Robin ·
Salmon · 
Sinner · 
Vogondy ·
Bouet (stagiair) · 
Thiré (stagiair)   
Bergès · 
Bichot · 
Bouet · 
Caethoven ·
Casper · 
Coutouly · 
R. Feillu ·
Gaztañaga ·
Gonzalo · 
Hervé ·
Ista ·
Jalabert ·
Le Lay ·
Lequatre · 
Moreau · 
Ravard ·
Rinero ·
Salmon · 
Sinner · 
Vogondy ·
B. Feillu (stagiair) · 
Cusin (stagiair) · 
Denis (stagiair)   
Bergès · 
Bichot · 
Bouet · 
Caethoven ·
Calzati · 
Cusin · 
B. Feillu · 
R. Feillu ·
Gonzalo · 
Huguet · 
Ista ·
Jalabert ·
Laurent · 
Le Boulanger · 
Le Lay ·
Lequatre · 
Moreau · 
Ravard ·
Vogondy
Arrieta ·
Bérard ·
Bonnafond ·
Bouet ·
Champion ·
Dessel ·
Dupont ·
Elmiger ·
Gadret ·
Gastauer ·
Goddaert · 
Hinault ·
A. Jefimkin ·
V. Jefimkin · 
Kadri ·
Krivtsov ·
Le Lay ·
Loubet ·
Mandri · 
Mondory ·
Nocentini ·
Ravard ·
Riblon ·
Roche ·
Rousseau · 
Smukulis ·
Turpin · 
Valjavec · 
Bonnin (stagiair) ·
Clarke (stagiair) ·
Teychenne (stagiair) 
Bérard ·
Bonnafond ·
Bouet ·
Champion ·
Cherel ·
Dessel ·
Dupont ·
Elmiger ·
Gadret ·
Gastauer ·
Goddaert · 
Hinault ·
Houanard ·
Kadri ·
Krivtsov ·
Le Lay ·
Lemarchand · 
Loubet ·
Minard ·
Mondory ·
Montaguti ·
Nocentini ·
Péraud ·
Perget ·
Ravard ·
Riblon ·
Roche ·
Domont (stagiair) ·
Martinez (stagiair) · 
Teychenne (stagiair)
Bardet ·
Belletti ·
Bérard ·
Bonnafond ·
Bouet ·
Casper ·
Cherel ·
Dupont ·
Elmiger ·
Gadret ·
Gastauer ·
Gazvoda ·
Georges ·
Goddaert · 
Hinault ·
Houanard ·
Kadri ·
Lemarchand · 
Minard ·
Mondory ·
Montaguti ·
Nocentini ·
Péraud ·
Perget ·
Ravard ·
Riblon ·
Roche ·
Sjpilevski ·
Zargari ·
Teychenne (stagiair) ·
Chavanne (stagiair) ·
Raibaud (stagiair)
Appollonio ·
Bagdonas ·
Bardet ·
Belletti ·
Bérard ·
Betancur ·
Bonnafond ·
Bouet ·
Chainel ·
Cherel ·
Domont ·
Dumoulin ·
Dupont ·
Gadret ·
Gastauer ·
Georges (tot 31/05) ·
Hoetarovitsj ·
Houle ·
Iglinski ·
Kadri ·
Kern · 
Minard ·
Mondory ·
Montaguti ·
Nocentini ·
Péraud ·
Pozzovivo ·
Ravard ·
Riblon ·
Brun (stagiair) ·
Chavanne (stagiair) ·
Latour (stagiair)
Appollonio · Bagdonas · Bardet · Bérard · Betancur · Bonnafond · Bouet · Chainel · Cherel · Daniel · Domont · Dumoulin · Dupont · Gastauer · Gaudin · Gougeard · Gretsch · Houle · Hoetarovitsj · Kadri · Kern · Minard · Mondory · Montaguti ·  Nocentini · Péraud · Pozzovivo · Riblon · Turgot · Vuillermoz · Bidard (stagiair) · Denz (stagiair) · Raibaud (stagiair)
Alaphilippe · Boonen · Bouet · Brambilla · Cavendish · de la Cruz · Gołaś · Keisse · Kwiatkowski  · Lampaert · Maes · Martin · Meersman · Renshaw · Sabatini · Serry · Štybar · Terpstra · Trentin · Urán · Vakoč · Vandenbergh · Van Keirsbulck · M. Velits · Vermote · Verona · Wisniowski · Contreras (stagiair) · Gaviria (stagiair)
Alaphilippe · Boonen · Bouet · Brambilla · Contreras · de la Cruz · De Plus · Gaviria · Jungels · Keisse · Kittel · Lampaert · Maes · D. Martin · T. Martin   · Martinelli · Meersman · Richeze · Sabatini · Serry · Štybar · Terpstra · Trentin · Vakoč · Vandenbergh · Van Keirsbulck · Velits · Vermote · Verona · Wiśniowski · Costa (stagiair) · García (stagiair) · Sisr (stagiair)
Bonnamour · Bouet · Corbel · Daniel · Delaplace · Feillu · Fonseca · Gérard · Gesbert · Hardy · Jarrier · Jeannesson · Ledanois · McLay · Mourey · Périchon · Pichon · Sepúlveda · Vachon · Vallée · Guernalec (stagiair) · Molly (stagiair) · Riou (stagiair)
Barguil · Bonnamour · Bouet · Carbel · Daniel · Delaplace · Feillu · Fonseca · Gérard · Gesbert · Hardy · Jarrier · Le Roux · Ledanois · Lunke · Maison · Moinard · Périchon · Pichon · Russo · Vachon · Welten
Barguil · Bonnamour · Bouet · Daniel · Delaplace · Feillu · Gesbert · Greipel · Guernalec · Hardy · Jarrier · Le Roux · Ledanois · Maison · Moinard · Pichon · Riou · Russo · Swift (vanaf 10 mei) · Vachon · Wagner · Welten · Doleatto (stagiair) · Jarnet (stagiair) · Lecamus-Lambert (stagiair)
Anacona · Barguil · Bonnamour · Boudat · Bouet · Bouhanni · Declercq · Delaplace · Gesbert · Grondin · Guernalec · Hardy · Jarrier · Le Roux · Ledanois · Louvel · McLay · Noppe · Owsian · Pichon · D. Quintana · N. Quintana · Riou · Rosa · Russo · Swift · Vachon · Welten · Lecamus-Lambert (stagiair) · Vauquelin (stagiair)
Anacona · Barguil · Barré (vanaf 1/8) · Bouet · Bouhanni · Capiot · Declercq · Delaplace · Edet · Flórez · Gesbert · Grondin · Guernalec · Guglielmi · Hardy · Hofstetter · Ledanois · Louvel · McLay · Noppe · Owsian · Pajur · Pichon · D. Quintana · N. Quintana · Ries · Riou · Russo · Swift · Vauquelin · Verre · Clynhens (stagiair) · Costiou (stagiair) · Thierry (stagiair)
Barguil · Barré · Biermans · Bouet · Bouhanni · Capiot · Champoussin · Costiou · Dekker · Delaplace · Démare (vanf 1/8) · Edet · Gesbert · Grondin · Guernalec · Guglielmi · Hofstetter · Le Berre · Ledanois · Louvel · McLay · Mozzato · Owsian · Pichon · Ponomar (tot 31/7) · Ries · Riou · Rodríguez · Russo · Vauquelin · Verre · Dauphin (stagiair) · Gillet (stagiair) · Martin Tjøtta (stagiair)